# Жигарин, Фёдор Александрович
Фёдор Александрович Жигарин (21 сентября 1920, Ольховка, Симбирская губерния — 16 ноября 1981, Ульяновск) — полковник Советской Армии, участник Великой Отечественной войны, Герой Советского Союза (1943).

## Биография
Фёдор Жигарин родился 21 сентября 1920 года в селе Ольховка (ныне — Сурский район Ульяновской области). Получил среднее образование. В 1938 году был призван на службу в Рабоче-крестьянскую Красную Армию. В 1940 году он окончил Балашовскую военную авиационную школу пилотов. С февраля 1942 года — на фронтах Великой Отечественной войны. В том же году принят в ВКП(б).
К августу 1943 года старший лейтенант Фёдор Жигарин командовал эскадрильей 299-го штурмового авиаполка 290-й штурмовой авиадивизии 3-го смешанного авиационного корпуса 17-й воздушной армии Юго-Западного фронта. К тому времени он совершил 61 боевой вылет, сбив семь самолётов противника.
Указом Президиума Верховного Совета СССР от 8 сентября 1943 года за «образцовое выполнение боевых заданий командования по уничтожению живой силы и техники противника и проявленные при этом мужество и героизм» старший лейтенант Фёдор Жигарин был удостоен высокого звания Героя Советского Союза с вручением ордена Ленина и медали «Золотая Звезда» за номером 1757.
В 1944 году первые штурмовики Ил-10 поступили на вооружение Краснознаменной запасной авиабригады ВВС РККА, после завершения обучения экипажей и авиатехников они были переданы в действующую армию. Первым подразделением, получившим их на вооружение, стал 108-й гвардейский штурмовой авиаполк 6-й гвардейской штурмовой авиадивизии. Первый боевой вылет эскадрильи Ил-10 возглавил штурман полка майор Ф. А. Жигарин. В ходе этого вылета был нанесён штурмовой удар по скоплению танков, бронемашин и солдат противника.
После окончания войны продолжил службу в Советской Армии. В 1951 году он окончил Военно-воздушную академию. В 1954 году в звании полковника Ф. А. Жигарин был уволен в запас. Проживал в районном посёлке Сурское, Ульяновской области. Умер 16 ноября 1981 года, похоронен на кладбище посёлка Сурское.

## Награды
- орден Красной Звезды (29.4.1942)[4],
- два ордена Красного Знамени (12.7.1942[5], 5.11.1942[6]),
- орден Отечественной войны 1-й степени (25.02.1943)[2],
- Герой Советского Союза (медаль «Золотая Звезда» № 1757 и орден Ленина; 8.9.1943)[7][8],
- орден Александра Невского (12.5.1945)[9],
- медали[1].